# Хидаятулла, Мухаммад
Мухаммад Хидаятулла (хинди मुहम्मद हिदायतुल्लाह, урду محمّد هدایة اللہ‎) — индийский государственный деятель. Занимал должность вице-президента Индии с 31 августа 1979 по 30 августа 1984 года.

## Биография
Родился 17 декабря 1905 года в Лакхнау. Его отец Мирза Самиулла Бег был главным судьёй в Хайдарабаде. После получения среднего образования в Хайдарабаде, Мухаммад окончил с отличием Тринити колледж в Кембридже и в 1934 году получил степень магистра в Кембриджском университете. Затем он продолжил дальнейшее обучение в Лондонской школе экономики в государственных финансов, изучал политическую теорию и организации, конституционное и международное право.
В 1941 году Мухаммад был принят в коллегию адвокатов. Он начал свою карьеру в качестве адвоката в Аллахабаде в 1942 году. В январе 1968 года он стал первым мусульманским председателем Верховного суда Индии.
Мухаммад Хидаятулла был исполняющим обязанности президента Индии в 1969 году. Он стал вторым мусульманином занимавшим этот пост (первым был Закир Хусейн). В 1971 году был назначен главным судьёй штата Химачал-Прадеш. С 20 августа 1977 по 20 августа 1982 года был вице-президентом Индии.
Скончался 18 сентября 1992 года в Бомбее.